# 諸助山
諸助山（もろすけやま）は、秋田県鹿角市にある山である。

## 概要
標高768.6m。
山の岩体は石英閃緑ひん岩である。大湯環状列石（国の特別史跡）の配石のほとんどはこの岩であるとされている。この山の北斜面から崩壊した石英閃緑ひん岩が、安久谷川（あくやがわ）から大湯川を流下したために表面が磨り減って滑らかになったものを縄文人が利用したとされる。
西側斜面を水源とする豊真木沢川（とよまきさわがわ）の上流には、秋田県鹿角市遺跡詳細分布調査報告書記載の根市遺跡（縄文時代）がある。

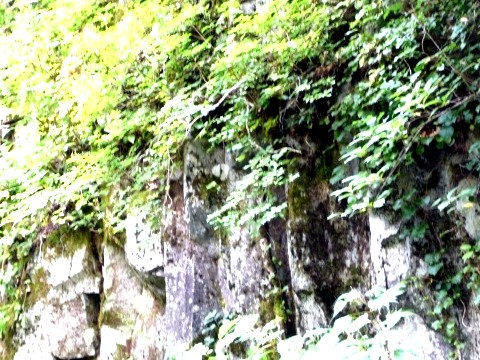
石英閃緑ひん岩の岩体
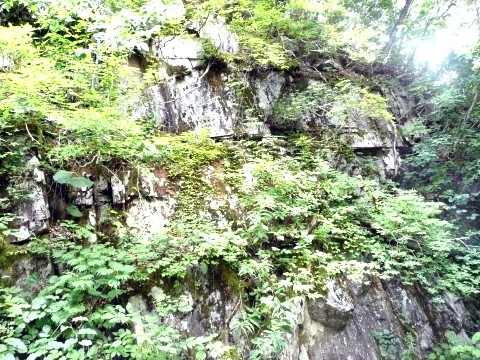
石英閃緑ひん岩の岩体
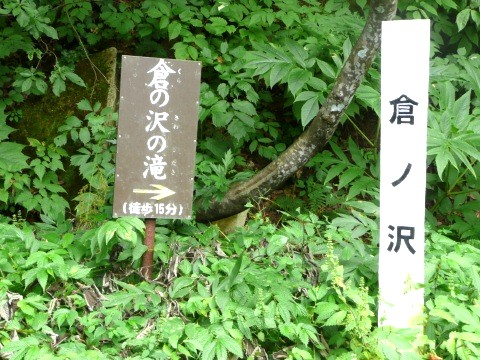
倉ノ沢登山口